# Dinastija Čola
Dinastija Čola bila je dinastija tamilskih vladara iz južne Indije, koja se smatra jednom od najdugovječnijih u povijesti. Neka od tumačenja njen početak povezuju s natpisima koje je još u 3. stoljeću pr. Kr. ostavio Ašoka Veliki, vladar Maurijskog Carstva. Kraj dinastije, koja je vladala različitim teritorijima, smješta se u 13. stoljeće.
Središte Čola bila je plodna dolina rijeke Kaveri; status velesile uživali su od druge polovice 9. do početka 13. stoljeća. Pod njihovom vlašću je skoro dva stoljeća bilo ujedinjeno područje južno od Tungabhadre. Dinastija je pod Rajarajom Čolom I. i njegovim sinom Rajendrom Čolom I. stekla status vojne, ekonomske i kulturne sile ne samo na prostoru Južne nego i Jugoistočne Azije. Rajendra Čola je status velikog vladara stekao vojnim pohodima na sjever, koji su doprli sve do Gangesa, kao i uništenjem dotadašnje pomorske sile Srivijaya, te brojnim izaslanstvima koje je slao na kineski dvor.
Od oko 1010. do 1200. godine teritorij Čola pružao se od Maldiva na jugu pa sve do rijeke Godavari u današnjoj državi Andhra Pradesh. Rajaraja Chola je osim cijele Južne Indije, osvojio dijelove današnje Šri Lanke te Maldive. Rajendra Chola je pak prilikom pohoda na Ganges uspio poraziti Mahipalu, vladara Pala Carstva. Također je uspješno napao države Malajskog arhipelaga. Dinastija Čola je počela slabiti s usponom dinastije Pandija početkom 13. stoljeća, koja je konačno dovela do njenog završetka.
Čola vladari su, s druge strane, ostali upamćeni po pokroviteljstvu nad tamilskom književnošću te gradnjom brojnih hramova. Bili su poznati i po tome što su hramove koristili i za ekonomske aktivnosti, kao i po specifičnom obliku državne uprave.